# Cophura pulchella
Cophura pulchella är en tvåvingeart som beskrevs av Samuel Wendell Williston  1901. Cophura pulchella ingår i släktet Cophura och familjen rovflugor. Inga underarter finns listade i Catalogue of Life.